# Jaroslava Frolova
Jaroslava Frolova (russisk: Ярослава Владимировна Фролова tr. Jaroslava Vladimirovna Frolova ; født 18. maj 1997 i Volgograd, Rusland) er en kvindelig russisk håndboldspiller som spiller for Rostov-Don og Ruslands kvindehånboldlandshold.